# Войняса (комуна, Олт)
Войняса (рум. Voineasa) — комуна у повіті Олт в Румунії. До складу комуни входять такі села (дані про населення за 2002 рік):
- Блаж (285 осіб)
- Войняса (453 особи)
- Мергерітешть (775 осіб)
- Раковіца (562 особи)
- Русенештій-де-Сус (269 осіб)

Комуна розташована на відстані 157 км на захід від Бухареста, 24 км на південний захід від Слатіни, 26 км на схід від Крайови.

## Населення
За даними перепису населення 2002 року у комуні проживали 2344 особи.
Національний склад населення комуни:
| Національність | Кількість осіб | Відсоток |
| -------------- | -------------- | -------- |
| румуни         | 2291           | 97,7%    |
| цигани         | 52             | 2,2%     |
| угорці         | 1              | < 0,1%   |

Рідною мовою назвали:
| Мова      | Кількість осіб | Відсоток |
| --------- | -------------- | -------- |
| румунська | 2316           | 98,8%    |
| циганська | 28             | 1,2%     |

Склад населення комуни за віросповіданням:
| Релігія        | Кількість осіб | Відсоток |
| -------------- | -------------- | -------- |
| православні    | 2324           | 99,1%    |
| п'ятдесятники  | 17             | 0,7%     |
| адвентисти     | 2              | 0,1%     |
| греко-католики | 1              | < 0,1%   |

## Зовнішні посилання
- Дані про комуну Войняса на сайті Ghidul Primăriilor [Архівовано 9 вересня 2012 у Wayback Machine.]